# Piazza della Borsa (San Pietroburgo)

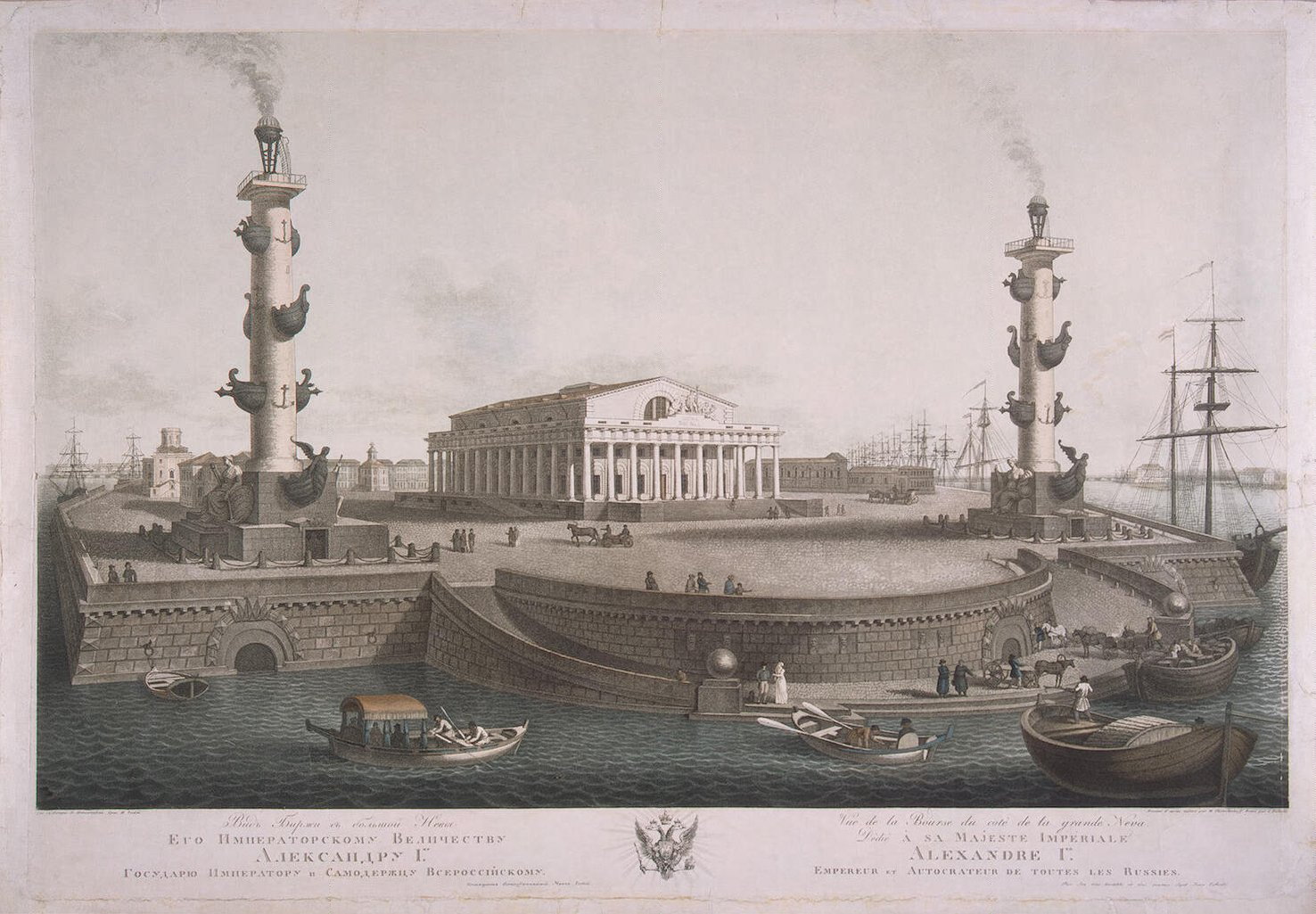
Vista della Borsa dalla Grande Neva, 1810 circa

La piazza della Borsa (in russo Биржевая площадь?, Birževaja ploščad') è uno dei larghi più centrali della città russa di San Pietroburgo ed è nota anche come "la Punta" dell'isola di Basilio (in russo Стрелка Васильевского острова?, Strelka Vasil'evskovo ostrova o più semplicemente solo Стрелка, ovvero Strelka).

## Descrizione
Il largo è caratterizzato da una particolare terrazza di forma semicircolare protesa sul fiume, con un prato al centro circondato da alberi, ai suoi lati è adornato da due imponenti colonne rostrate alte 32 m che per tutto il XIX secolo fungevano da fanali (e non da fari) per segnalare ai naviganti che se le trovavano innanzi, la punta (o lingua) formata dall'isola di Basilio (Vasil'evskij ostrov) e la ramificazione del fiume in Grande Neva (Bol'šaja Neva) a sud, sulla sinistra col ponte del Palazzo, e Piccola Neva (Malaja Neva) a nord, sulla destra col ponte della Borsa, fiancheggiando in uno o nell'altro senso, l'edificio dell'ex-Borsa Valori.